# 千葉県立松戸秋山高等学校
千葉県立松戸秋山高等学校（ちばけんりつ まつどあきやまこうとうがっこう）は、かつて千葉県松戸市秋山に所在した公立の高等学校。
千葉県立高等学校再編計画により、2011年度（平成23年度）に千葉県立松戸矢切高等学校と統合して松戸向陽高等学校として新たに開校した。統合後は旧・松戸秋山の施設を使用している。

## 設置学科
- 普通科

## 所在地
- 〒270-2223 千葉県松戸市秋山682番地

## 沿革
- 1983年（昭和58年） - 開校
- 2011年（平成23年） - 松戸矢切高等学校と統合、松戸向陽高等学校に改称

## アクセス
- 北総鉄道・秋山駅より徒歩7分

## 部活動・同好会
体育系
- 陸上部
- 野球部
- 卓球部
- 柔道部
- 剣道部
- 硬式テニス部
- バレーボール部
- バスケットボール部
- バドミントン部
- サッカー部
- ハンドボール部
- ソフトボール部

文化系
- 演劇部
- 美術部
- 写真部
- 書道部
- 茶道部
- 華道部
- 理科部
- 吹奏楽部
- パソコン部
- イラスト部
- 絵本研究部
- ギター部

## 主な出身者
- 秋元ともみ（タレント）
- 堀川早苗（タレント）